# Abel Ribeiro Camelo
Abel Ribeiro Camelo (* 22. September 1902 in Silvânia, Goiás, Brasilien; † 24. November 1966) war ein brasilianischer Geistlicher und römisch-katholischer Bischof von Goiás.

## Leben
Abel Ribeiro Camelo empfing am 8. Mai 1927 das Sakrament der Priesterweihe.
Am 6. Juli 1946 ernannte ihn Papst Pius XII. zum Titularbischof von Curium und zum Weihbischof in Goiás. Der Apostolische Nuntius in Brasilien, Erzbischof Carlo Chiarlo, spendete ihm am 27. Oktober desselben Jahres die Bischofsweihe; Mitkonsekratoren waren der Erzbischof von Goiás, Emanuel Gomes de Oliveira SDB, und der Prälat von Registro do Araguaia, José Selva e Amaral SDB.
Am 17. Januar 1957 bestellte ihn Papst Pius XII. zum Bischof von Jataí. Papst Johannes XXIII. bestellte ihn am 14. Mai 1960 zum Bischof von Goiás.
Abel Ribeiro Camelo nahm an allen vier Sitzungsperioden des Zweiten Vatikanischen Konzils teil.